# 歐登堡的艾爾特堡
歐登堡的艾爾特堡（德語：Altburg von Oldenburg，1903年5月19日—2001年6月16日），末代歐登堡大公腓特烈·奧古斯特二世的女兒，母親是伊莉莎白·亞歷山德琳。

## 家庭
1922年，艾爾特堡和瓦爾德克和皮爾蒙特的約西亞斯結婚，兩人共有1子4女：
1. 瑪格麗特（1923年—2003年）
2. 亞歷山德拉（1924年—2009年）
3. 英格麗德（1931年出生）
4. 維特金德（1936年出生）
5. 古達（1939年出生）